# Christian Frost
Christian Frost es un personaje ficticio que aparece en los cómics estadounidenses publicados por Marvel Comics, estando relacionado mayoritariamente con los X-Men.

## Historial de publicación
El personaje fue creado por Grant Morrison y Phil Jiménez e hizo su primera aparición en New X-Men #139 (junio de 2003).

## Biografía ficticia
Al no querer tener nada que ver con el negocio familiar, Christian a menudo chocaba con su padre Winston. Cuando Winston se enteró de que su hijo era gay, amenazó con repudiarlo y obligó a Christian a dejar a su entonces novio y mudarse a la casa familiar con él. Christian se negó y cortó los lazos con toda su familia, permaneciendo únicamente en contacto con Emma, su confidente más cercana. En represalia, Winston usó su poder para deportar al novio de Christian, lo que llevó a Christian a desarrollar un problema de abuso de sustancias como una forma de hacer frente a la depresión resultante. A medida que su adicción empeoró, Emma, preocupada, le pidió a su padre que lo ayudara a limpiarse y Winston le dio la bienvenida con mucho gusto a su hijo antes de volverse contra él y encerrarlo en una institución mental para "curarlo" de ser gay una vez que Emma se fue. Después de la terapia de conversión, Christian fue liberado y reincorporado como heredero del negocio Frost. Posteriormente, Christian asesinó a Winston como venganza por los años de abuso a los que su padre lo había sometido y se hizo cargo de su imperio comercial.
Después de sospechar que su padre había designado a Christian como heredero del negocio, Emma visitó su mansión y fue recibida por su padre. Exigiendo ver a Christian, Winston se negó y exhibió poderes psíquicos nunca antes vistos para obligarla a retirarse. Preocupada por la seguridad de su hermano, Emma se acercó a Iceman, a quien pidió ayudar para rescatar a Christian de su padre. Cuando regresan a la mansión, luchan contra varias apariciones psíquicas antes de descubrir el cuerpo de Winston en su estudio. Mientras Iceman gana tiempo, Emma se acerca y descubre que Christian es el que está causando las apariciones, incluida la de su padre. Los intentos de Emma por llegar a la mente de Christian fueron en vano ya que, en medio de un colapso mental que le hizo perder el control de sus poderes, Christian no pudo escucharla. Como los hermanos Frost no pueden infiltrarse directamente en la mente de los demás, Emma crea un vínculo telepático entre Iceman y Christian, lo que les permite comunicarse. Iceman, que recientemente había sido sacado del armario, simpatiza con las experiencias de violencia homofóba de Christian y logra calmarlo lo suficiente como para que recupere el control.

### Krakoa
Después de que se formase la nación mutante de Krakoa, Emma restableció el Club Fuego Infernal como la Comisión Fuego Infernal, cuyo objetivo es ayudar a distribuir suministros al servicio de los mutantes, con Emma una vez más como su Reina Blanca. Emma trae a Christian al redil y lo nombra su Obispo Blanco. Christian comenzó a acercarse a Iceman a través de su trabajo para la Compañía y los dos comenzaron una relación casual.

## Poderes y habilidades
A diferencia de sus hermanas, los poderes psíquicos de Christian no surgieron cuando era más joven, sino que parecen haberse desarrollado mucho más recientemente. Tiene la capacidad de extraer y materializar energía del plano astral y crear avatares de construcciones de energía o proyectarla como una explosión de energía psiónica destructiva que causa daño tanto físico como mental. Sus habilidades recién manifestadas son extremadamente poderosas, ya que su proyección de Winston fue lo suficientemente sólida como para convencer a Emma, ella misma una telépata particularmente avanzada, de que era su verdadero padre.